# Juan Francisco Ordóñez

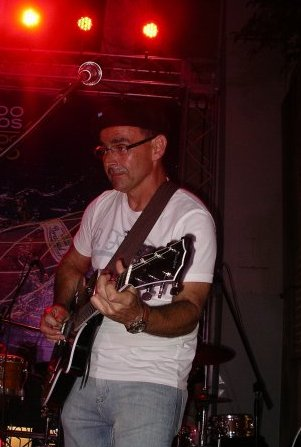
Juan Francisco Ordóñez(2009)

Juan Francisco Ordóñez (* 4. Oktober 1961) ist ein Gitarrist aus Santo Domingo, Dominikanische Republik. Er gilt als Erneuerer der Sprache der Bachata-Gitarre, einer Mischung aus Blues, Rock und Jazz mit einem besonderen Stil.

## Leben
Ordóñez machte seinen Schulabschluss am Colegio Dominicano De la Salle und später seinen Abschluss in Wirtschaftswissenschaften an der Universidad Autónoma de Santo Domingo.

Im Alter von elf Jahren bekam er das erste Mal Gitarrenunterricht bei Blas Carrasco, später brachte er sich selbst mehr bei. Außerdem bekam er Unterricht in Komposition bei Sonia de Piña, am Dominikanischen National Conservatory.
In den Jahren von 1976 bis 1977 war Ordóñez Teil der Folk-Gruppe „Convite“, die eine sehr wichtige Kraft in der Rettung und Umgestaltung der dominikanischen Folklore in den 1970er Jahren darstellte.
In den frühen 1980er Jahren gründete er zusammen mit Luis Días die Rockgruppe Transporte Urbano, deren Lead-Gitarrist er fast 25 Jahre lang war. Im Jahr 1985 reiste Ordóñez nach Moskau, in die alte Sowjetunion, wo er mehrere Konzerte mit Patricia Pereira und Luís Días hatte. In dieser Zeit begann Ordóñez außerdem einige weitere Projekte, wie das einflussreiche Gitarre / Bass / Schlagzeug-Trio „OFS“ mit dem Schlagzeuger Guy Frómeta und dem früheren Bassisten von Transporte Urbano, Héctor Santana. Mit diesem Lineup gingen sie im Jahr 1986 nach Peru, um zusammen mit der Dominikanischen Sängerin Sonia Silvestre auf dem „Festival de la Nueva Canción Latinoamericana“ zu spielen. In den 1990er Jahren gründete er das karibische Trio „Trilogia“, wieder zusammen mit Héctor Santana und ergänzt durch den Schlagzeuger Chichi Peralta.

Derzeit ist er musikalischer Leiter für die Gruppe „La Vellonera“, die den Dominikanischen Sänger und Songwriter Víctor Víctor live unterstützt.
Ordóñez führte auch eine Solo-Karriere und arbeitete dabei als Arrangeur und Regisseur von Werbejingles und Filmmusik, wie beispielsweise in Frente al Mar über eine Geschichte der Dominikanischen Schriftstellerin Hilma Contreras oder in León Ichasos Bitter Sugar.
Ordoñez ist seit langem ein gefragter Studio- und Live-Gitarrist für Künstler und Gruppen der Dominikanischen Republik, Lateinamerika und Spanien. Er nahm auch an Jam-Sessions mit so renommierten Jazz-Musikern wie Paquito de Rivera, Don Cherry und Charlie Haden teil. Außerdem war er Gitarrenlehrer für mehrere Generationen von Dominikanischen Gitarristen.

## Diskografie
- Trilogía Patín Bigote Music (2004)[10]
- Cabaret Azul[11]
- Radio Recuerdo (2001)[12]

Im Jahr 2005 war Ordóñez Co-Produzent, Arrangeur und Gitarrist auf dem Album Bachata Entre Amigos von Víctor Víctor, bei dem unter anderem auch die Komponisten Joaquín Sabina, Joan Manuel Serrat, Pedro Guerra, Silvio Rodríguez, Pablo Milanés, Fito Páez und Víctor Manuel mitwirkten.